# Estación La Merced
La Merced es una estación ferroviaria ubicada en la localidad homónima, departamento de Cerrillos, Provincia de Salta, República Argentina.

## Servicios
No presta servicios de pasajeros. Sus vías corresponden al Ramal C13 del Ferrocarril General Belgrano. Sus vías e instalaciones están concesionadas a la empresa Trenes Argentinos Cargas.
En diciembre de 2022, empezaron los trabajos en la vía para la reactivación hasta Coronel Moldes.